# Frédéric Diefenthal
Frédéric Diefenthal (Saint-Mandé, 2 luglio 1968) è un attore francese. Protagonista e co-protagonista in molti film distribuiti a livello internazionale come la saga di Taxxi e Belfagor - Il Fantasma del Louvre, Diefrenthal ha inoltre lavorato moltissimo anche nella televisione francese, apparendo fra gli altri in Alice Nevers - Professione giudice. Ha inoltre interpretato vari ruoli anche a teatro.

## Biografia
Ha trascorso la sua infanzia nel Gers, nel villaggio di Saint-Puy. Terminati gli studi all'età di 15 anni, è stato prima apprendista nel settore alberghiero, poi parrucchiere prima di prendere lezioni al teatro Viriot. Dal 1990 ha recitato in vari spot pubblicitari ed è apparso in molte serie televisive, nonché nel video musicale di François Feldman C'est toi qui m'as fait nel 1991. Dal 1993 al 2000 ha interpretato uno dei ruoli principali nella serie Alice Nevers - Professione giudice, che gli ha donato una certa popolarità.
Nel cinema, dopo alcuni piccoli ruoli, ottiene il suo primo ruolo rilevante nel 1990 in La totale! di Claude Zidi e il suo primo primo ruolo da protagonista in Douce France di Malik Chibane. Nel 1995 ha ottenuto un enorme successo nel 1998 grazie a Taxxi di Gérard Pirès, dove ha interpretato un giovane goffo poliziotto, Emilien Coutant-Kerbalec. Il successo del film è tale da garantirgli ben 4 sequel nel corso degli anni: l'attore prende parte a tre di questi film. Nel 2001 recita inoltre nel film Belfagor - Il fantasma del Louvre, sequel cinematografico della celebre serie televisiva. Il suo ruolo televisivo più importante arriva invece nel 2005 con la serie TV Clara Sheller .
Seppur lavorando principalmente al cinema e in TV, l'attore ha anche recitato in teatro negli anni '90 e 2000, in particolare in un adattamento francese della famosa commedia di Oscar Wilde, L'importanza di chiamarsi Ernesto, al fianco di Macha Méril e Lorànt Deutsch.

## Vita privata
Il 29 maggio 2004 ha sposato a Parigi l'attrice Gwendoline Hamon (nipote di Jean Anouilh) con la quale aveva recitato a teatro ne Il divo Garry. Hanno un figlio di nome Gabriel, nato nel settembre 2004. La coppia si è separata nel 2013. Precedentemente aveva avuto una storia con l'attrice Claire Klum.

## Filmografia parziale

### Cinema
- La Totale!, regia di Claude Zidi (1991)
- Le persone normali non hanno niente di eccezionale, regia di Laurence Ferreira Barbosa (1992)
- Douce France, regia di Malik Chibane (1995)
- Une histoire d'amour à la con, regia di Henri-Paul Korchia (1995)
- Capitan Conan, regia di Bertrand Tavernier (1996)
- Taxxi, regia di Gérard Pirès (1998)
- Je veux tout, regia di Guila Braoudé (1999)
- Six-Pack di Alain Berberian (1999)
- Taxxi 2, regia di Gérard Pirès (2000)
- Jeu de cons, regia di Jean-Michel Verner (2000)
- Les Âmes fortes, regia di Raúl Ruiz (2000)
- Le Mal de mère, regia di Édouard Molinaro (2001)
- Une affaire privée - Una questione privata, regia di Guillaume Nicloux  (2001)
- Belfagor - Il fantasma del Louvre, regia di Jean-Paul Salomé  (2001)
- Taxxi 3, regia di Gérard Pirès (2002)
- Dédales,  regia di René Manzor (2002)
- L'Incruste, fallait pas le laisser entrer !, regia di Alexandre Castagnetti e Corentin Julius (2003)
- Nos amis les flics, regia di Bob Swaim (2003)
- Le Souffleur, regia di Guillaume Pixie (2003)
- Avant qu'il ne soit trop tard, regia di Laurent Dussaux (2004)
- Le Roman de Renart, regia di Thierry Schiel (2005)
- Voisins, voisines, regia di Malik Chibane (2005)
- Taxxi 4, regia di Gérard Pirès (2007)
- Dors mon lapin regia di Jean-Pierre Mocky (2012)
- Pauvre Richard regia di Malik Chibane (2012)
- Le Renard jaune regia di Jean-Pierre Mocky (2013)

### Televisione
- Alice Nevers - Professione giudice – Serie TV, 113 episodi (1993-2000)
- Clara Sheller – Serie TV, 12 episodi (2005-2008)
- La foresta – Miniserie, 6 episodi (2017)
- Tomorrow Is Ours - Il domani è nostro – Soap Opera, 218 episodi (2019-2020)
- Ici tout commence – Soap Opera, 260 episodi (2020-2021)

## Doppiatori italiani
Nelle versioni in italiano dei suoi film, Frédéric Diefenthal è stato doppiato da:
- Fabrizio Manfredi in Taxxi, Taxxi 2, Taxxi 3, Taxxi 4
- Francesco Bulckaen in Belfagor - Il fantasma del Louvre
- Stefano Crescentini in Clara Sheller